# Maximilian Pfender
Maximilian Pfender (* 21. August 1907 in Hagenbuch, Region Oberschwaben; † 7. November 2001) war ein deutscher Ingenieur. Er leitete von 1947 bis 1972 die Bundesanstalt für Materialprüfung und ihre Vorgängereinrichtung.

## Leben

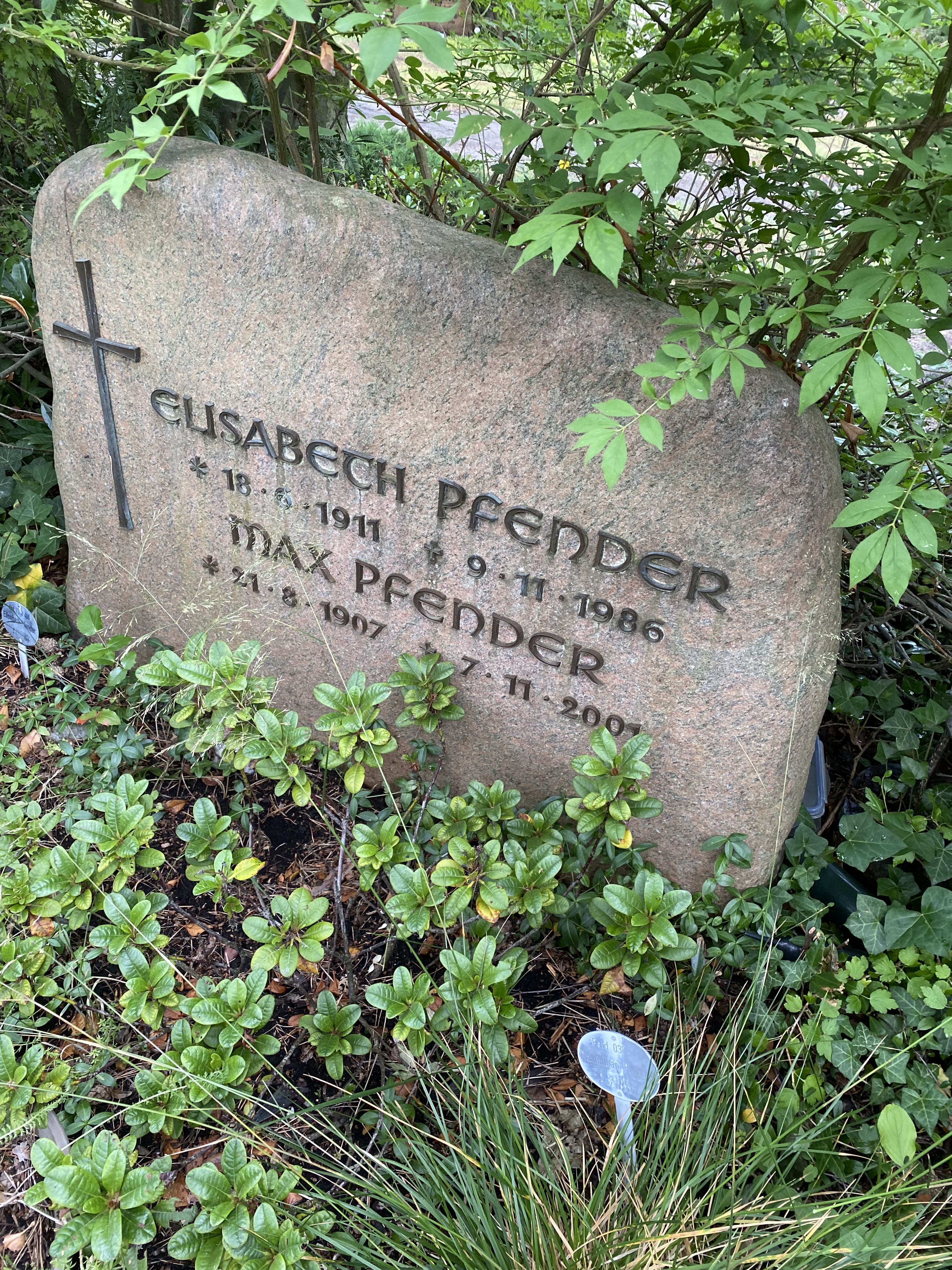
Grabstätte auf dem Waldfriedhof Zehlendorf

Maximilian Pfender studierte an der Technischen Hochschule Stuttgart Maschineningenieurwesen und promovierte dort 1938 mit Auszeichnung. Sein Doktorvater war Erich Siebel. Von 1940 bis 1945 arbeitete er im Forschungsinstitut der AEG in Berlin. 1945 wechselte er zum Materialprüfungsamt Dahlem, der Vorgängereinrichtung der Bundesanstalt für Materialprüfung, deren Leitung er am 21. August 1947 übernahm und bis August 1972 innehatte. 1954 wurde er als Leitender Regierungsdirektor in den Staatsdienst übernommen.
Maximilian Pfender war Mitglied des Vereins Deutscher Ingenieure (VDI). Von 1953 bis 1956 war er Vorsitzender des Berliner Bezirksvereins des VDI, von 1954 bis 1957 gehörte er dem Vorstand des Gesamtvereins an. Er war Vorsitzender der VDI-Fachgruppe „Messen und Prüfen“ und langjähriges Mitglied des wissenschaftlichen Beirats des VDI.
Seine letzte Ruhestätte erhielt Maximilian Pfender auf dem Waldfriedhof Zehlendorf (Feld 037-16).

## Ehrungen und Auszeichnungen
- 1949: VDI-Ehrenring[6]
- 1952: Bundesverdienstkreuz am Bande[7]
- 1953: Honorarprofessor der Technischen Universität Berlin
- 1967: Erich-Siebel-Gedenkmünze[7][8]
- 1969: Großes Verdienstkreuz des Verdienstordens der Bundesrepublik Deutschland[9]
- 1977: Großes Verdienstkreuz mit Stern des Verdienstordens der Bundesrepublik Deutschland[10]
- 1981: Grashof-Denkmünze des VDI